# Oriol Texidor
Oriol Texidor Martínez (Barcelona, 30 de septiembre de 1974) es un artista multidisciplinar catalán.

## Biografía
Estudió arquitectura en la Escuela Técnica Superior de Arquitectura del Vallés y en la Universidad Politécnica de Cataluña. Se introdujo en el mundo de las artes plásticas de manera autodidacta, en un viaje de cuatro años para visitar y estudiar los principales museos de arte europeos. Después se retiró a los Pirineos y ese tiempo de retiro le permitió asimilar toda esa experiencia y desarrollar un estilo propio.

## Obra
Realizó sus primeras obras en 2002, adaptando la técnica y el medio al tema que quería representar. Para ello incorporó diferentes técnicas como el grabado, la impresión digital, la fotografía, la escultura o el vídeo. A través de su obra el autor ha pretendido comprender la evolución de la condición humana y poder ascender espiritualmente. Ha participado en más de un centenar de exposiciones, tanto individuales como colectivas, y su obra está presente en numerosas colecciones de todo el mundo. Ha sido artista residente invitado por varios museos nacionales e internacionales (Manresa, Barcelona, Maastricht, Capellades, La Bisbal, Essaouira) y es asesor de proyectos artísticos para estudiantes internacionales. Además, ha sido docente en diversos centros como la Escola Massana y ha impartido numerosos talleres de escultura, pintura y dibujo. En 2007 volvió a la arquitectura para crear el taller Ar+quitectura plàstica, especializado en la creación de proyectos artísticos en arquitectura. Además, ha plasmado su pensamiento en dos libros colectivos: Espirituals sense religió, de Laia de Ahumana (Fragmenta, 2015), y L'experiència contemplativa, de Olga Fajardo (Kairós, 2017).

## Premios y distinciones
- Concurso Internacional de Escultura Anchipurac esCultura (San Juan de la Frontera, Argentina, 2018)
- Primer premio en la Beca Cal Massó de Arte Contemporáneo (Reus, 2008)[6]
- Primer premio en la Bienal de Pintura Joven de la Generalidad de Cataluña (2004)
- Primer premio del Premio Internacional de Pintura del Círculo de Bellas Artes de Lérida (Lérida, 2003)
- Primer premio del Concurso de Pintura Jaurena Art (Hospitalet de Llobregat, 2003)
- Premio a los Jóvenes Pintores de la Sala Parés (Barcelona, 2002)